# Chorisoblatta chopardi
Chorisoblatta chopardi är en kackerlacksart som beskrevs av Karlis Princis 1969. Chorisoblatta chopardi ingår i släktet Chorisoblatta och familjen småkackerlackor. Inga underarter finns listade i Catalogue of Life.